# ریدار
ریدار (انگلیسی: Reidar Ødegaard; ۲۴ نوامبر ۱۹۰۱ – ۱۱ آوریل ۱۹۷۲) اسکی‌باز صحرانوردی اهل نروژ بود. او دو بار قهرمانی جهان در اسکی صحرانوردی را به دست آورده بود و در مسابقات المپیک زمستانی ۱۹۴۸ در استکهلم نیز شرکت کرده بود.